# 卫蕨属
卫蕨属（学名：Hiya）为碗蕨科的一个属。本属在碗蕨科中只与姬蕨属植物相似，所以长期被置于姬蕨属中。属名Hiya意为侍卫（清朝宫廷的官职），取其守卫的意思，指的是本属物种常常具有弯曲的硬刺或退化的软刺。

## 下属物种
本属包括以下物种：
- 刺柄卫蕨 Hiya brooksiae (Alderw.) H.Shang，分布于马来半岛
- 疏叶卫蕨 Hiya distans (Hook.) Brownsey & Perrie
- 黑卫蕨 Hiya nigrescens (Hook.) H.Shang，分布于中南美洲
- 软刺卫蕨 Hiya scabristipes (Brownsey) H.Shang，刺柄卫蕨，分布于南洋群岛